# Phạm Ngũ Lão (xã)
Phạm Ngũ Lão là một xã thuộc tỉnh Hưng Yên, Việt Nam. Tên xã được đặt theo tên Phạm Ngũ Lão, danh tướng nhà Trần trong lịch sử Việt Nam

## Địa lý
Xã Phạm Ngũ Lão nằm phía đông bắc của tỉnh Hưng Yên, có vị trí địa lý:
- Phía đông giáp xã Thượng Hồng và xã Đường An của thành phố Hải Phòng, có ranh giới tự nhiên là sông Cửu An.
- Phía nam giáp xã Ân Thi.
- Phía tây giáp xã Yên Mỹ và xã Xuân Trúc.
- Phía bắc giáp phường Đường Hào.

## Lịch sử
Ngày 16 tháng 6 năm 2025, Ủy ban Thường vụ Quốc hội ban hành Nghị quyết số 1666/NQ-UBTVQH15 về việc sắp xếp các đơn vị hành chính cấp xã của tỉnh Hưng Yên năm 2025. Theo đó, sắp xếp toàn bộ diện tích tự nhiên, quy mô dân số của các xã Bắc Sơn (huyện Ân Thi), Phù Ủng, Đào Dương và Bãi Sậy thành xã mới có tên gọi là xã Phạm Ngũ Lão.

## Văn hóa

### Đình Cốc Khê
Đình làng Cốc Khê là di tích lịch sử văn hóa thờ các vị tướng: Đông Thành Đại Vương triều Đinh; Đông Hải Đại Vương triều Lý; Phạm Cư Sĩ triều Lý.
Đông Thành đại vương có tên húy là Võ Trung, cha là Võ Hòa ở trang An Lão, huyện Tân Minh, phủ Nam Sách, tỉnh Hải Dương là một nhà trưởng, mẹ là Nguyễn Thị Lan quê ở thôn Tốc Khê, trang Khố Liễn, châu Xích Đằng, phủ Khoái Châu (Hưng Yên). Đến năm 15 tuổi, ông bà Võ công đều mất. Từ đó Võ Trung chiêu binh mãi mã, hùng cứ một phương. Ngô sứ quân nghe nói bèn đem quân đến đánh nhau với ông một trận ở phủ Nam Sách, quân Ngô thua chạy. Sau đó quân Ngô đến vây, ông bèn rút lui về quê ngoại, tiếng tăm ông vang dội gần xa, những kẻ anh hùng hào kiệt các nơi đều qui phục dưới trướng. Hồi ấy trong tay Võ Trung đã có một vạn quân tinh nhuệ.
Đinh Tiên Hoàng sai sứ giả vời Trung công đến động Hoa Lư. Võ Trung đưa quân và tướng sĩ về hội họp được một vạn người, ông mang quân vào Hoa Lư bệ kiến. Tiên Hoàng bèn phong là Tham tám trung quân Nguyên soái đại tướng quân. Tiên Hoàng cử Lưu Cơ, Đinh Điền thống lĩnh tiền quân, Võ Trung thống lĩnh hậu quân, Nguyễn Bặc là tiết chế trung quân đại tướng tiến đánh mười hai sứ quân. Tiến đánh một trận, sứ quân Ngô Bình thua to, bắt được bị chém đầu thị uy, các sứ quân khác đều dẹp yên hết. Đinh Tiên Hoàng lên ngôi hoàng đế ở động Hoa Lư, phong Võ Trung làm chức Tham nghị triều chính, được vài năm thăng lên chức Binh bộ thượng thư, sau bổ ra làm đốc trấn châu Hoan (Nghệ An) ba bốn năm, vua triệu về lại bổ nhiệm làm tổng trấn Hải Dương. Một hôm ông về thăm bà con bên ngoại ở Liễu Cốc thuộc châu Xích Đằng, sau đó trở về trấn Hải Dương. Thời gian ấy quân Chiêm sang cướp phá Đại Cồ Việt, nhà vua bèn sai Lê Hoàn làm chánh tướng, Võ Trung làm phó tướng đem quân đi đánh, thu được thắng lợi. Lê Hoàn sinh lòng tiếm quốc, e ngại có Võ Trung là một con người trung chính không sao dụ dỗ được, bèn âm mưu với giặc Chiêm để làm kế phản gián. Lê Hoàn mạo viết bức thư lấy danh nghĩa là Võ Trung đưa cho quân Chiêm, đồng thời đút lót mười tên lính Chiêm mỗi người một nén vàng để chúng nói một luận điệu như vậy. Lê Hoàn đưa khí giới và thư từ của quân Chiêm về kinh thành mật tâu với vua Đinh. Vua cả giận, ban chiếu vời Trung công về triều. Nhà vua nghe lời tâu của ông, lòng rất do dự không nỡ xử bằng cực hình, bèn giáng truất ông làm chức huyện lệnh Đông Thành. Võ Trung vâng mệnh xuống trị nhậm Đông Thành được khoảng một năm, trong huyện yên ổn phong tục dân thuần hậu, được vài năm vua lại vời vào triều cho được khôi phục nguyên chức. Võ Trung biết tình thế trong nước nhất định sẽ rơi vào tay Hoàn, bèn cáo bệnh lưu nhậm chờ khi nào khỏi bệnh sẽ về. Từ đó ông sống nhàn tản yên vui lưu tâm giáo hóa nhân dân để biến thành thuần phong mỹ tục. Một hôm ông đến chơi núi Mộ Dạ thuộc huyện Đông Thành (Nghệ An) vào bái yết đền An Dương Vương và hóa ở đó. Gia thần và nhân dân đều cho là việc lạ, mọi người đến thăm thấy chỗ thi hài ông nằm, kiến mối đã xông đất đắp lên thành nấm mồ lớn ở bên cạnh núi Mộ Dạ (Nghệ An). Triều đình bèn sai quan triều về làm lễ ở nơi ông hóa và truyền cho dân dựng đền thờ làm phúc thần. Đền chính ở nơi qui hóa là núi Mộ Dạ huyện Đông Thành phủ Diễn Châu. Lại một ngôi đền chính nữa là sinh từ ở quê ngoại thuộc trại Liễu Cốc, châu Xích Đằng, phủ Khoái Châu, xứ Sơn Nam, những địa phương của những vị bộ hạ của ông đều có dựng đền thờ cúng. Nhà vua lấy tên huyện do ông trị nhậm thuở trước làm tên hi sắc phong là Đông Thành đại vương.